# Slušní chlapci
Slušní chlapci je slovenský hudební soubor. Je to historicky první pop-rock-electro-folk-undeground-jazz-swing-blues-orchestrální formace s prvky historického rapu na Slovensku.[zdroj?]

## Základní informace
Tato, původem slovenská kapela vydala zatím sedm videoklipů. Ke zbytku písní jsou záznamy z nahrávání písní.
Má za sebou účast v populární reality show Pláž 33 na Markíze, jejich klip se objevil ve filmu Tak Fajn a svůj koncertní debut si odbyli rovnou před očima více než 5000 diváků – na Konopišti, v rámci akce Partička na vzduchu.

## Diskografie
Kapela prozatím nevydala žádné album, ovšem první je ve tvorbě.
Dosavadní singly kapely jsou:
- Teplý deň
- Pozri sa
- Sladký
- Černošky
- Hej cica
- Stratený prípad
- Kemping romantik
- Ruku mi daj
- Ja nie som ty
- Zapadnúť
- Čierny kocúr Florián
- Neverim
- Amanda
- Len bez ženy
- Agáta

## Členové kapely
- klávesy – Marián Čurko – slovenský hudební skladatel a hudebník, účinkující v pořadu Partička
- kytara – Juraj Bača
- bicí – Jozef Gorel